# Подкрадывание
Подкра́дывание — это режим передвижения подводных лодок под водой с наименьшим уровнем шума. Цель данного режима — избегание обнаружения при использовании противником в качестве средства поиска пассивных гидрофонов. Покладка лодки на дно или полная остановка на приборе стабилизации глубины к режиму подкрадывания не относятся, хотя служат той же цели — избежать обнаружения гидрофонами. Скорость движения современных подводных лодок в малошумном режиме около 14 км/час.

## Описание
В режиме подкрадывания на субмарине отключаются маловажные системы (вентиляция, вспомогательные приборы, иногда даже гирокомпас), команда соблюдает требования минимального уровня шума. Как правило, в данном режиме подводная лодка сильно ограничена в скорости. Гребные винты вращаются на низких оборотах, чтобы не вызывать эффекта кавитации, а следовательно вибраций и пузырей.
На некоторых моделях подводных лодок были установлены специальные двигатели тихого хода/подкрадывания, которые не имели непосредственного крепления к корпусу субмарины, вращающиеся валы закреплялись преимущественно подшипниками скольжения, нежели более шумными шарикоподшипниками, использовалась ремённая передача крутящего момента.
Сами гребные винты делаются большего размера, чтобы сохранять эффективность на малых оборотах. Форма лопастей гребных винтов может быть саблеобразной с целью уменьшения кавитации. Лопасти гребных винтов могут иметь переменный угол атаки, как у турбовинтовых самолетов, для повышения отдачи на низких оборотах или выполнения реверсивной тяги без изменения направления вращения гребного винта.
Атомные подводные лодки могут ходить в режиме подкрадывания на скоростях до 8 узлов, как из-за отсутствия в этом режиме кавитации, так и потому, что активная система охлаждения реактора при этом отключается, ограничивая выдаваемую мощность.

## Использование
Режим подкрадывания применяется:
1. Для незаметного приближения к цели, как и следует из названия;
2. Для ухода от преследования, наряду с комплексом других мер. Так, во время Второй мировой войны тактика уходящих от погони немецких субмарин включала в себя максимальное снижение шумности и переход на бескавитационные скорости[2].
3. Для атомных стратегических ракетоносцев режим подкрадывания, называемый также режимом скрытного боевого патрулирования, является основным способом передвижения на боевом дежурстве.